# Zingiber striolatum
Zingiber striolatum är en enhjärtbladig växtart som beskrevs av Friedrich Ludwig Diels. Zingiber striolatum ingår i släktet Zingiber och familjen Zingiberaceae. Inga underarter finns listade i Catalogue of Life.